# Nyanja (N.30) jezici
Nyanja (N.30) jezici, podskupina nigersko-kongoanskih jezika centralne bantu skupine u zoni N, koji obuhvaća svega (1) jezik koji se govori u Malaviju i još nekim zemljama. 
Svoje ime nosi po istoimenom jeziku nyanja ili chewa, chinyanja kojim govori oko 8.659.700 ljudi, od čega 7.000.000 u Malaviju (Johnstone and Mandryk 2001), 599.000 u Mozambiku (2006), 803.000 u Zambiji (Johnstone and Mandryk 2001) i 252.000 u Zimbabveu (1969 popis).

## Vanjske poveznice
- Ethnologue (14th)
- Ethnologue (15th)